# 松本明子 (地方公務員)
松本 明子（まつもと あきこ、1965年9月17日 - ）は、日本の地方公務員。東京都下水道局総務部長、東京都産業労働局次長、東京都環境局長を経て、東京都副知事。

## 人物・経歴
1989年東京大学教育学部卒業、東京都入庁、水道局労働部職員課主事。1994年東京都財務局経理部契約第一課主任。1996年東京都財務局経理部総務課課務担当係長（富士通総研派遣）。2001年東京都産業労働局産業政策部企画調整課課長補佐。2003年東京都水道局大田北営業所長。2007年東京都下水道局中部管理事務所業務課長。2009年東京都下水道局総務部広報サービス課長。2011年東京都下水道局職員部人事課長（統括課長）。2013年東京都下水道局担当部長（総務部総務課長事務取扱）。2014年東京都都市整備局担当部長（東京都都市づくり公社派遣）。2016年東京都下水道局担当部長（東京都下水道サービス派遣）。2017年東京都環境局政策調整担当部長。2019年東京都産業労働局観光部長。2021年東京都下水道局総務部長。2021年東京都産業労働局総務部長。2023年東京都産業労働局次長兼理事（働く女性応援担当）。2024年東京都環境局長。同年猪熊純子に続き5年ぶりとなる女性の東京都副知事に就任し、政策企画局、産業労働局、子供政策連携室、中央卸売市場、交通局、水道局、 下水道局、労働委員会を担当。